# Nationaal park Munzurvallei
Het Nationaal park Munzurvallei (Turks: Munzur Vadisi Millî Parkı) is een beschermd natuurgebied van 420 km² in de Turkse provincie Tunceli. Het park ligt ongeveer 8 km ten noordwesten van Tunceli. Het is een van de grootste nationaal parken binnen Turkije.
Het park kent unieke flora en fauna. Zoogdieren die in het park voorkomen zijn onder andere de wolmuis, grijze wolf, vos, marter, bruine beer, wilde kat, Euraziatische lynx, Europese otter, Europese das, gemzen, wilde geit, eekhoorn, haas, everzwijn en egel.